# Valborgsmässoafton (film, 1935)
Valborgsmässoafton är en svensk dramafilm från 1935 i regi av Gustaf Edgren. I huvudrollerna ses Lars Hanson, Ingrid Bergman och Victor Sjöström.

## Handling
På Morgonposten råder febril aktivitet. Notischefen Fredrik Bergström diskuterar med redaktionssekreteraren och redaktör Grane om vad som kan ligga bakom de låga födelsetalen i Sverige. När Grane framhäver teknikaliteter som orsaker menar Bergström att kärlekslösheten är det verkliga problemet. Fredriks dotter Lena arbetar som sekreterare hos direktör Borg. Han är gift, men äktenskapet har blivit olyckligt eftersom hans hustru Clary inte vill ha några barn. Lena har bestämt sig för att sluta hos direktören då hon är hemligt förälskad i honom. På valborgsmässoafton beställer Clary i smyg en tid hos en ökänd abortör, och Borg bjuder Lena på den middag han tänkt ha med hustrun på Hasselbacken. Senare på kvällen bekänner de sin kärlek för varandra. Vid en polisrazzia får den skrupellöse brottslingen Frank Roger reda på att Clary varit kund hos den illegale abortören och bestämmer sig för att utpressa henne vilket blir upptakten till en radda förväxlingar.

## Om filmen
Filmen premiärvisades den 21 oktober 1935. Stockholmspremiär två dagar senare på biografen Spegeln. Inspelningen skedde med ateljéfilmning i Filmstaden, Råsunda med exteriörer från Stockholm och Sandhamn av Martin Bodin. Filmen har visats vid ett flertal tillfällen på SVT.

## Rollista i urval
- Lars Hanson – Johan Borg, direktör
- Victor Sjöström – Fredrik Bergström, notischef på Morgonposten
- Ingrid Bergman – Lena, hans dotter, Borgs sekreterare
- Karin Kavli – Clary Borg, Johans hustru
- Erik "Bullen" Berglund – Gustav Palm, redaktionssekreterare
- Sture Lagerwall – Svensson, notisjägare
- Marie-Louise Sorbon –  hans fru
- Georg Rydeberg – Frank Roger, smugglare och utpressare
- Georg Blickingberg – Landberg, läkare
- Richard Lund – "doktor" Smith, abortör
- Linnéa Hillberg – hans "sköterska"
- Stig Järrel – Grane, redaktör
- Torsten Winge – pressofotograf
- Olof Widgren – kriminalreporter
- Anders Henrikson – Paavo, främlingslegionär
- Carl-Gunnar Wingård – Boman, Borgs kompanjon
- Aino Taube – Lenas väninna
- Gabriel Alw – Clarys nye kavaljer
- Ivar Kåge – valborgstalare
- Carl Deurell – byggmästare

## Musik i filmen
- Sköna maj, välkommen till vår bygd igen, kompositör: Lars Magnus Been, textförfattare: Johan Ludvig Runeberg, instrumental.
- Luxemburg-Walzer, kompositör: Franz Lehár, textförfattare: Björn Halldén, instrumental.
- Vårsång, kompositör: Prins Gustaf, textförfattare: Herman Sätherberg, instrumental.
- Bä, bä, vita lamm, kompositör: Alice Tegnér, textförfattare: August Strindberg, instrumental.
- Sjungom studentens lyckliga dag, kompositör: Prins Gustaf, textförfattare: Herman Sätherberg, sjungs av kör.
- Vintern rasat ut ... , kompositör: Otto Lindblad, textförfattare: Herman Sätherberg, instrumental.
- O, hur härligt majsol ler, kompositör: Friedrich Kuhlau, textförfattare: Carl Wilhelm Böttiger, sjungs av kör.
- Mädel klein, Mädel fein, kompositör: Franz Lehár, textförfattare: Björn Halldén, instrumental..
- Er, der Herrlichste von allen, kompositör: Robert Schumann, textförfattare: Adalbert von Chamisson, instrumental.

## DVD
Filmen gavs ut på DVD 2010 och 2015.